# 오쿠마 유지
오쿠마 유지(일본어: 大熊 裕司, 1969년 1월 19일 ~ )는 일본의 전 축구 선수이다.

## 구단 경력
1991년 일본 사커 리그의 히타치(가시와 레이솔)에 입단하였다. 1994년 재팬 풋볼 리그 준우승으로 J1리그로 승격하였다. 1995년까지 92경기에 출전하여, 7득점을 넣었다. 1996년 교토 퍼플 상가로 이적했다. 1998년 아비스파 후쿠오카로 이적했다. 1998년후 현역 은퇴.

## 지도자 경력
2014년 세레소 오사카의 감독으로 취임하였다. 2016년부터 2019년까지 세레소 오사카 U-23에서 감독을 맡았다.